# Kadatuan
Kadatuan is een bestuurslaag in het regentschap Kuningan van de provincie West-Java, Indonesië. Kadatuan telt 1894 inwoners (volkstelling 2010).